# Комиссия по правам человека при Президенте Республики Казахстан
Комиссия по правам человека при Президенте Республики Казахстан (каз. Қазақстан Республикасы Президенті жанындағы Адам құқықтары жөніндегі комиссия) — консультативный орган в Казахстане. Создан Указом Президента Республики Казахстан от 22 апреля 1997 года. Комиссия следит за выполнением конституционных, гражданских прав и свобод человека, утверждённых главой государства. Рассматривает письма и запросы, адресованные Президенту РК. Вносит предложения по усовершенствованию охраны прав человека. Участвует в работе международных организаций. В пункте 7 положения Комиссии по правам человека при Президенте Республики Казахстан сказано: «Комиссия по представлению Государственного секретаря состоит из Председателя, секретаря комиссии и членов, утверждённых Президентом РК». Комиссия совместно с представителями ООН в Казахстане в 1998 году в Астане провела международную конференцию.